# 博德鎮區 (北達科他州迪瓦德縣)
博德鎮區（英語：Border Township）是位於美國北達科他州迪瓦德縣的一個鎮區。

## 地方資料
博德鎮區的面積為93.34平方千米，當中陸地面積為91.22平方千米，而水域面積為2.12平方千米。根據2020年美國人口普查的數據，當地共有人口36人，而人口密度為每平方千米0.39人。